# El gran show (2012)
La edición 2012 de El gran show, conducido y dirigido por Gisela Valcárcel, se estrenó el sábado 25 de agosto del mismo. El programa se emitió en el horario de las 10 p. m. (-5 GMT) los días sábado por América Televisión. La transmisión fue en vivo y en directo desde el estudio 50 Aniversario de América Producciones, ubicado en la urbanización Santa Beatriz, en Lima.

## El desafío
Segmento que presenta un caso social de urgente atención y se invita a una celebridad para que realice un desafío, que consiste en la presentación de un número de baile. Una parte de los resultados de las donaciones se conocerá al terminar la secuencia y el resto, al abrir el segmento de la gala siguiente.
| Fecha                    | Invitado(s) | Género                          | Canción                                                                                      | Destinatario de la ayuda |
| ------------------------ | --- | ------------------------------- | -------------------------------------------------------------------------------------------- | --- |
| 15 de septiembre de 2012 | Lucía de la Cruz | Salsa                           | «Aguanilé»                                                                                   | La hija de la exvedette Teresa Espinoza que necesita una operación urgente en la médula espina. |
| 22 de septiembre de 2012 | Daylin Curbelo y Mauricio Diez-Canseco | Salsa                           | «Lejos de ti»                                                                                | |
| 29 de septiembre de 2012 | Jesús Neyra | Jive                            | «Proud Mary»                                                                                 | Un niño con Síndrome Down de bajos recursos a quien le han detectado Leusemia. |
| 29 de septiembre de 2012 | Jean Paul Santa María | Hip hop                         | «Imma Be» / «Pump It»                                                                        | Un niño con Síndrome Down de bajos recursos a quien le han detectado Leusemia. |
| 6 de octubre de 2012     | María Grazia Gamarra, Christian Domínguez, jurado, participantes y público                                                                           | K-Pop (Flashmob)                | «Gangnam Style»                                                                              | Hogar Clínica San Juan de Dios. Esa misma noche Global TV transmitía la recta final de la vigésimo primera Teletón. |
| 13 de octubre de 2012    | Milagros Leiva | Guaracha                        | «Ay cosita linda» / «El yerberito moderno»                                                   | Los hermanos Eleazar y Marjory, quienes nacieron con problemas en la vista y requieren una compleja operación de emergencia. |
| 20 de octubre de 2012    | Maju Mantilla | Festejo                         | «Raíces del festejo» / «Ingá»                                                                | Mariana López, una madre que trabaja para mantener a sus tres hijos, quienes padecen diversas y graves enfermedades como Esquizofrenia (la mayor de sus hijos) y Leucemia (el menor de ellos). |
| 27 de octubre de 2012    | Jessica Tapia y Aldo Miyashiro | Cumbia peruana                  | Mix de Raffaella Carrà                                                                       | Adriano Castañeda, un niño de dos años de edad conocido como “el niño mariposa”, debido a una extraña condición que sufre y que no le deja vivir una vida normal. Conocida científicamente como epidermolisis bullosa (EB), la falta de colágeno en su piel hace que esta sea extremadamente débil y vulnerable a cualquier contacto físico, provocando que a cualquier golpe se desprenda, hiriendo irremediablemente al menor tanto externa como internamente. |
| 3 de noviembre de 2012   | Marina Mora | Pop                             | «On the Floor»                                                                               | Una joven madre de 21 años, que se encuentra cuadrapléjica y requiere terapias intensivas de rehabilitación. |
| 10 de noviembre de 2012  | Jonathan Maicelo con Elizabeth Muñoz | Pole dance                      | «Crazy»                                                                                      | Tres hermanos de entre 13 y 19 años de edad, que quedaron huérfanos luego de perder a su madre en un accidente automovilístico. |
| 17 de noviembre de 2012  | Elenco de Esto es guerra | K-Pop                           | «Fantastic Baby» / «Mr. Simple»                                                              | Alexis Baca, un joven deportista que sufrió el impacto de una bala perdida en medio de un balacera. |
| 24 de noviembre de 2012  | Elenco de La reina de las carretillas (Diego Lombardi, Fiorella Díaz, Nadia Calmet, Stephanie Orúe, Carolina Infante y Moisés Vega) junto a Kimba fá | Percusión de Música afroperuana | Percusión con utensilios de cocina                                                           | Sandra Vargas, una joven madre soltera de tres niños, que viven en situación de abandono moral y económico, luego de que Sandra sufriera un accidente automovilístico que la dejó sin la posibilidad de trabajar. Ella requiere terapias de rehabilitación y ayuda médica para sus hijos. |
| 1 de diciembre de 2012   | Alberto "Chiquito" Rossel | Timba                           | «Juana Magdalena»                                                                            | Ángel Palomino, un joven padre de dos menores que nacieron con distrofia muscular y requieren de costosos tratamientos y terapias que su condición económica le impiden solventar. |
| 8 de diciembre de 2012   | Marcos Llunas | Merengue                        | «A pedir su mano»                                                                            | Valentín, un niño de 10 años que a su corta edad ya se ha sometido a 25 operaciones por haber nacido con insuficiencia renal crónica. |
| 15 de diciembre de 2012  | Servando y Florentino | Salsa                           | «Una fan enamorada»                                                                          | Una niña de siete años que sufre de síndrome de Asperger (trastorno del desarrollo). |
| 22 de diciembre de 2012  | Alfonso "Puchungo" Yáñez | Salsa                           | «Que se sepa»                                                                                | Naydelin, una niña de 9 años que nació con malformaciones congénitas y requiere de tratamientos especializados y terapias de rehabilitación. |
| 29 de diciembre de 2012  | Gisela Valcárcel y el equipo de producción de El gran show                                                                                           | Pachanga                        | «Bailan rochas y chetas» / «Cumbia tribalera» / «Inténtalo» / «Balada boa» / «Gangnam Style» | N/A |